# Brekkukambur
Brekkukambur är ett berg i republiken Island. Det ligger i regionen Västlandet, i den västra delen av landet, 40 km nordost om huvudstaden Reykjavík. Toppen på Brekkukambur är 646 meter över havet.
Trakten runt Brekkukambur är nära nog obefolkad, med mindre än två invånare per kvadratkilometer. Det finns inga samhällen i närheten.